# Júlio César Cruz
Júlio César Cruz (São Paulo, 27 de maio de 1962), é um ex-ator infantil brasileiro que atuou em São Paulo da década de 1970.

## Carreira
Seu primeiro trabalho foi no filme Meu Pé de Laranja Lima, de 1970, interpretando o protagonista Zezé. No mesmo ano, a TV Tupi produziu uma telenovela em que o papel foi vivido por Haroldo Botta. Júlio César Cruz foi contratado da TV Record.

## Filmografia

### Televisão
- 1970 - Tilim .... Tilim[1]
- 1972 - O Príncipe e o Mendigo .... Som

### Filmes
- 1970 - O Meu Pé de Laranja Lima .... Zezé[2]
- 1971 - Rua Descalça .... Pedrinho
- 1972 - Som, Amor e Curtição .... Zezé
- 1973 - Aladim e a Lâmpada Maravilhosa .... Joãozinho
- 1974 - O Comprador de Fazendas